# Saint-Pierre-de-Semilly
Saint-Pierre-de-Semilly là một xã thuộc tỉnh Manche trong vùng Normandie tây bắc nước Pháp. Xã này nằm ở khu vực có độ cao trung bình 130 mét trên mực nước biển.